# László Gyenti
László Gyenti (Székesfehérvár, 11 dicembre 1965) è un ex calciatore ungherese, di ruolo centrocampista.

## Carriera
Con la maglia del Videoton ha totalizzato 58 incontri e 6 reti in massima divisione ungherese, scendendo in campo anche durante la gara di andata della finale di Coppa UEFA 1984-1985.

## Statistiche

### Presenze e reti nei club
| Stagione        | Squadra          | Campionato      | Campionato | Campionato | Coppe nazionali | Coppe nazionali | Coppe nazionali | Coppe continentali | Coppe continentali | Coppe continentali | Totale | Totale |
| Stagione        | Squadra          | Comp            | Pres       | Reti       | Comp            | Pres            | Reti            | Comp               | Pres               | Reti               | Pres   | Reti   |
| --------------- | ---------------- | --------------- | ---------- | ---------- | --------------- | --------------- | --------------- | ------------------ | ------------------ | ------------------ | ------ | ------ |
| 1983-1984       | Videoton         | NB I            | 0          | 0          | MK              | 1               | 0               | -                  | -                  | -                  | 1      | 0      |
| 1984-1985       | Videoton         | NB I            | 5          | 1          | MK              | 0               | 0               | CU                 | 2                  | 0                  | 7      | 1      |
| 1985-1986       | Videoton         | NB I            | 10         | 0          | MK              | 3               | 0               | CU                 | 0                  | 0                  | 13     | 0      |
| 1986-1987       | Videoton         | NB I            | 0          | 0          | MK              | 0               | 0               | -                  | -                  | -                  | 0      | 0      |
| 1987-1988       | Videoton         | NB I            | 17         | 3          | MK              | 4               | 0               | -                  | -                  | -                  | 21     | 3      |
| 1988-1989       | Videoton         | NB I            | 18         | 2          | MK              | 1               | 0               | -                  | -                  | -                  | 19     | 2      |
| 1989-1990       | Videoton         | NB I            | 4          | 0          | MK              | 1               | 0               | CU                 | 1                  | 0                  | 6      | 1      |
| 1990-1991       | Videoton-Waltham | NB I            | 4          | 0          | MK              | 0               | 0               | -                  | -                  | -                  | 0      | 0      |
| Totale Videoton | Totale Videoton  | Totale Videoton | 58         | 6          |                 | 10              | 0               |                    | 3                  | 0                  | 71     | 6      |
| 1991-1992       | Ajka             | ?               | ?          | ?          | ?               | ?               | ?               | -                  | -                  | -                  | ?      | ?      |
| 1992-1993       | Paks             | NB II           | 2          | 0          | ?               | ?               | ?               | -                  | -                  | -                  | 2+     | 0+     |
| Totale carriera | Totale carriera  | Totale carriera | 60+        | 6+         |                 | 10+             | 0+              |                    | 3                  | 0                  | 73+    | 6+     |

## Palmarès

### Competizioni internazionali
- Coppa Intertoto: 2

Videoton: 1983, 1984